# Henric Pekkala
Henric Pekkala, född 1997, är en svensk fotbollstränare. Han är 2025 assisterande tränare för IFK Norrköping och ingår i, den inför säsongen 2025, nya tränarstaben under ledning av huvudtränaren Martin Falk.

## Tränarkarriär
Henric Pekkala inledde sin tränarkarriär som assisterande tränare för IFK Norrköpings P19-lag 2021. Året därefter tog han över som huvudtränare för samma lag och ledde dem till ett SM-guld 2023 efter 18 vinster över 26 matcher.
Inför säsongen 2024 tog Pekkala över som huvudtränare för IF Sylvia. Under hans ledarskap slutade laget på en andraplats i Division 2 Södra Svealand.
Efter 2024 års säsong pekades Pekkala tidigt ut som en av de personer som skulle komma att ingå i en ny tränarstab för IFK Norrköping efter att Andreas Alm fått avsluta sitt uppdrag och andra personer i tränarstaben visat sig vara på väg till nya uppdrag.
Den 29 december 2024 blev Pekkalas nya uppdrag officiellt.